# Соколов, Степан Николаевич
Степан Николаевич Соколов(1910―1983) ― участник Великой Отечественной войны, подполковник, начальник штаба 64-го стрелкового полка 94-й Краснознаменный стрелковой дивизии 36-й армии (1946—1948).

## Биография
Родился 27 декабря 1910 года[по какому календарю?] в селе Табага возле Якутска. Русский по национальности, но себя считал якутом и его родным языком был якутский.
В 1929 году окончил Якутскую национальную военную школу. После этого был старшиной ЯНВШ.
В 1931 году поступил в Омскую пехотную школу имени Михаила Фрунзе, которое окончил в 1934 году. Вместе с ним учились Николай Чусовской, будущий Герой Советского Союза, Дмитрий Оллонов.
В 1934 году назначен командиром взвода. Далее стал командиром роты, помощник начальника полковой школы 195-го стрелкового полка 65-й стрелковой дивизии.
С 1938 по 1939 год был слушателем курсов «Выстрел». На соревнованиях лучших стрелков курсов стал победителем, был премирован месячной зарплатой и удостоен поздравления Наркома обороны СССР Климента Ворошилова.
В 1939 году назначен помощником начальника полковой школы, затем командиром мотострелкового батальона 533-го полка 128-й дивизии 8-й армии. Участвовал в советско-финляндской войне 1939—1940 гг., на Петрозаводском направлении. За умелое руководство батальоном получил свою первую награду — орден Красной Звезды. С 1940 по 1942 год — командир курсантской стрелковой роты.
На фронтах Великой Отечественной войны с 1942 года. Войну начал в должности командира стрелкового батальона 144-й отдельной курсантской бригады на Северо-Западном фронте. 10 мая 1942 года в бою был контужен. Участвовал в Демянской операции, 13 января 1943 года получил тяжелое ранение в живот.
В 1944 году назначен начальником штаба 9-го учебного стрелкового полка Забайкальского военного округа.
С 1944 по 1946 год — заместитель начальника школы по подготовке стрелков-снайперов Забайкальского фронта. В 1946 году назначен начальником штаба 64-го полка 94-й Краснознаменной стрелковой дивизии 36-й армии.
С 1949 по 1956 год работал военным комиссаром Северо-Байкальского РВК Бурят-Монгольской АССР, затем Намского РВК Якутской АССР.
После выхода в отставку избирался председателем правления колхоза имени К. Ворошилова, работал управляющим отделением совхоза «Хатасский», избирался депутатом Табагинского сельсовета.
Умер 25 декабря 1983 года.

## Награды
- Орден Ленина (1955 г.)
- Орден Красного Знамени (1949 г.)
- Два ордена Красной Звезды
- Орден Отечественной войны 2-й степени
- Две Почетные грамоты Президиума Верховного Совета Якутской АССР
- Боевые и трудовые медали
- Почетный знак «50 лет в рядах КПСС»